# Степные Хутора
Степны́е Хутора́ (укр. Степові́ Хутори́) — село в Носовском районе Черниговской области Украины. Население 471 человек. Занимает площадь 0,018 км².
Код КОАТУУ: 7423886001. Почтовый индекс: 17141. Телефонный код: +380 4642.

## Власть
Орган местного самоуправления — Степнохуторский сельский совет. Почтовый адрес: 17141, Черниговская обл., Носовский р-н, с. Степные Хутора, ул. Гагарина, 33.